# William Gay
William Gay (født 1. januar 1985) er en professionel amerikansk fodbold-spiller fra USA, der spiller for det professionelle NFL-hold Pittsburgh Steelers. Han spiller positionen cornerback.